# خدرنق جبلبوري
خدرنق جبلبوري (الاسم العلمي: Cheiracanthium jabalpurense) هو نوع من العنكبوتيات يتبع جنس الخدرنق من الفصيلة العناكب الكيسية.